# Казе Бадиоли (Пезаро и Урбино)
Казе Бадиоли је насеље у Италији у округу Пезаро и Урбино, региону Марке.
Према процени из 2011. у насељу је живело 966 становника. Насеље се налази на надморској висини од 14 м.